# Lytrophila
Lytrophila is een geslacht van vlinders van de familie zakjesdragers (Psychidae). De wetenschappelijke naam van dit geslacht is voor het eerst voorgesteld door Edward Meyrick in een publicatie uit 1913.

## Soorten
- L. comma Sobczyk, 2019
- L. gracilis Mey, 2011
- L. humida Meyrick, 1913
- L. ingeminata Meyrick, 1914
- L. panarga Meyrick, 1913
- L. phaulopa Meyrick, 1921
- L. sporarcha Meyrick, 1921
- L. sporocentra Meyrick, 1923